# (4316) Babinkova
(4316) Babinkova es un asteroide perteneciente al cinturón de asteroides, descubierto el 14 de octubre de 1979 por Nikolái Stepánovich Chernyj desde el Observatorio Astrofísico de Crimea (República de Crimea).

## Designación y nombre
Designado provisionalmente como 1979 TZ1. Fue nombrado Babinkova en honor al matrimonio formado por los astrofísicos soviéticos rusos Artur Nikolaevich Babin y Aleksandra Nikolaevna Koval.